# Санкарани (река)
Санкарани (фр. Sankarani) − приток реки Нигер. Течёт севернее плоскогорья Фута-Джалон, пересекает юг Мали, где впадает в Нигер примерно в 40 км вверх по течению от Бамако. Частично выступает в роли естественной границы между Кот-д’Ивуаром и Гвинеей и между Мали и Гвинеей.

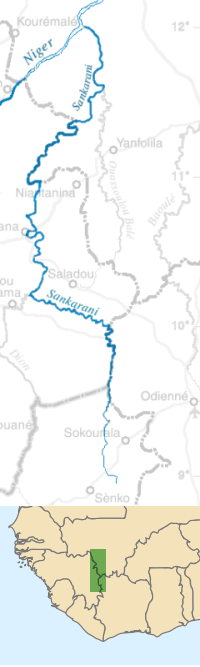

Водораздел реки хорошо подходит для выращивания сельскохозяйственных культур. Также эта местность богата залежами железа и золота. Территория водораздела охватывает около 35500 квадратных километров, две трети из которых находятся в Гвинее, где в Санкарани впадает её крупнейший приток река Дион. До строительства плотины Селэнге в 1980 году, расход воды в месте впадения в Нигер составлял 405 м³/с, а с 1980 по 2004 год, эта величина упала до 265 м³/с.
В эпоху расцвета своего могущества в XII—XVI веках нашей эры, столица древней Империи Мали предположительно находилась в Ниани (Niani) на берегу Санкарани.
На Санкарани находится водохранилище Селэнге.